# Blumenstock-üzletház (Miskolc)
A Blumenstock-üzletház Miskolcon, a Széchenyi utca 34. szám alatt áll.

## Története
A telek régebbi történetéről nincs adat, a jelenlegi épületet 1905-ben Blumenstock József kereskedő építtette, a tervező Korach Miksa volt. Az építtető a földszinten rendezte be „úri ruha- és gyapjúkelme termét”, akinek korábban a Majzler-házban volt az „úri szabósága” raktárral, műhellyel. A család lakása az első emeleten volt. A ház és az üzlet tulajdonviszonyai a továbbiakban nem pontosan tisztázottak, de azt lehet tudni, hogy az 1930−1950-es években Kálnai Lipótné és Társai orvosi műszerkereskedése működött benne. A továbbiakban viszonylag sűrűn váltották egymást különböző üzletek: a Kálnai-féle kötszer- és divatárubolt, illetve raktár, majd illatszerüzlet, könyvesbolt, végül 2022-ben cipőbolt.
Az épületben 18 nagyobb lakószobát, négy konyhát, négy éléskamrát és mindössze egy fürdőszobát, emeletenként egy WC-t alakítottak ki. Az üzleti rész mögött a földszinten két háromszobás, az első emeleten egy hét-, a második emeleten egy ötszobás lakás volt.

## Leírása
A ház főutcai szélessége igen csekély, mindössze 9,75 méter. Ehhez képest meglehetősen magas, kétemeletes, az épület tetőzete magasra nyúlik, így kiemelkedik a szomszédos házak közül. Az épület északi homlokzata négyaxisú, tulajdonképpen 3+1 tengelyes. A jobb oldali, azaz nyugati tengelyben van a földszinti, szecessziós jellegű kétszárnyú kapubejáró, a második emeleti részen pedig félköríves, kovácsoltvas korláttal ellátott erkély helyezkedik el. A keleti hármas egység két oldalán az emeletek teljes magasságában húzódó falsávok vannak. Az ablakok egyenes záródásúak, és enyhén süllyesztett falmezőkben helyezkednek el. Feltűnő az épület első emeleti frontján végigfutó egyenes erkély. Kovácsoltvas erkélyrácsa eléggé egyszerű (az előkerült építési dokumentáció szerint nem is a tervek szerint készült el). A zárópárkány felett a homlokfal magasra húzódik, attikafalat képez. A nyugati negyeden az attika megszakad, és íves kovácsoltvas dekorációt kapott. Az épület lépcsőházát a kapubejáró végén, a ház délnyugati sarkában alakították ki. Az udvari részen mindkét szinten függőfolyosók futnak, egyszerű kovácsoltvas korlátokkal. Az építmény alápincézett, a háború idején légópincévé alakították. Az ingatlan déli, Szinvára néző része szintén kétemeletes, háromaxisú. Homlokzata puritán téglaborítást kapott, hasonlóan a szomszédos épület kiképzéséhez. Ugyancsak ehhez, illetve a Szinva sétányához illeszkedik a homlokzat vonala.
Az épület főutcai homlokzata felújításra szorul.

## Képek

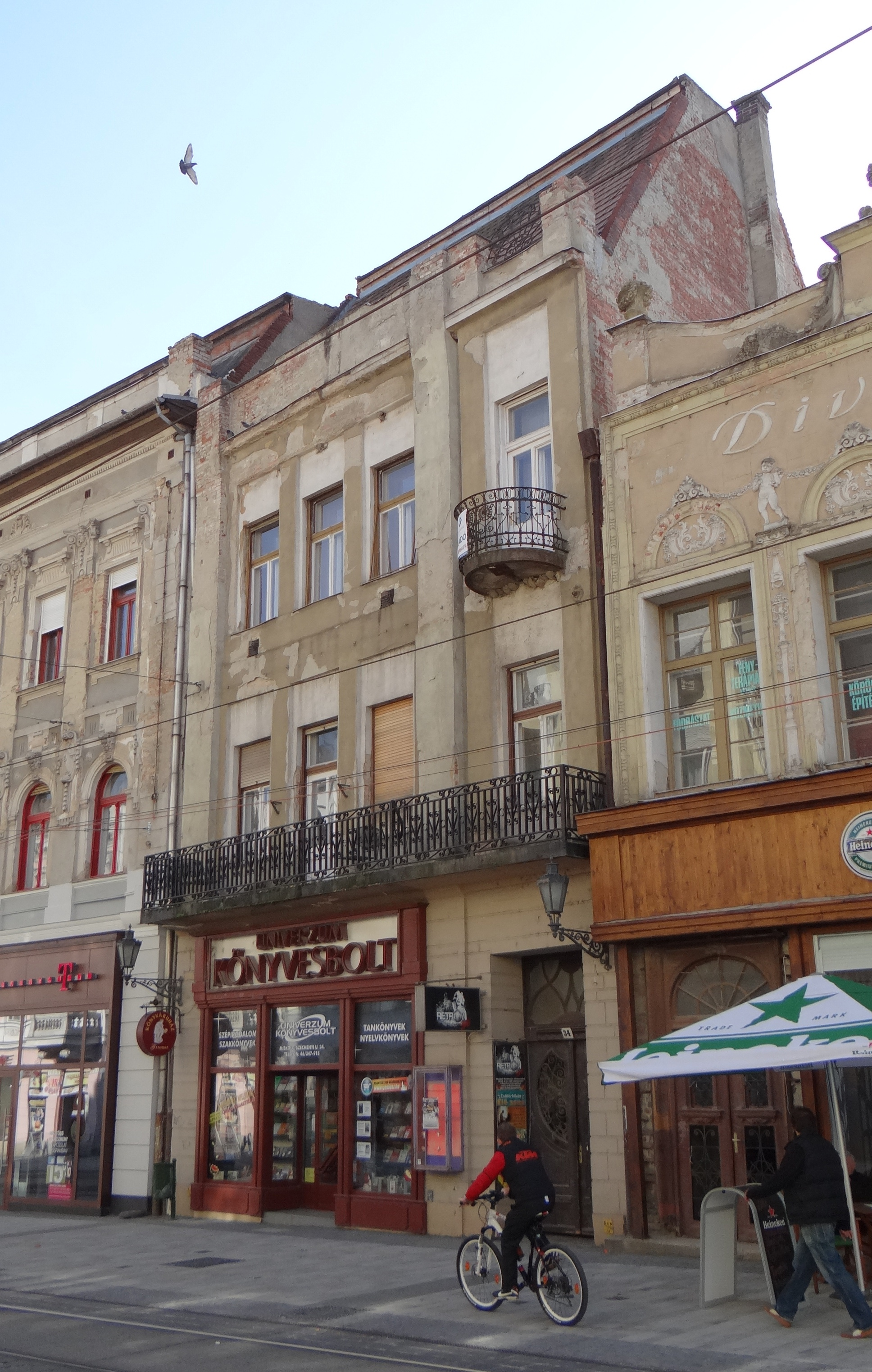
Az üzletház 2013-ban
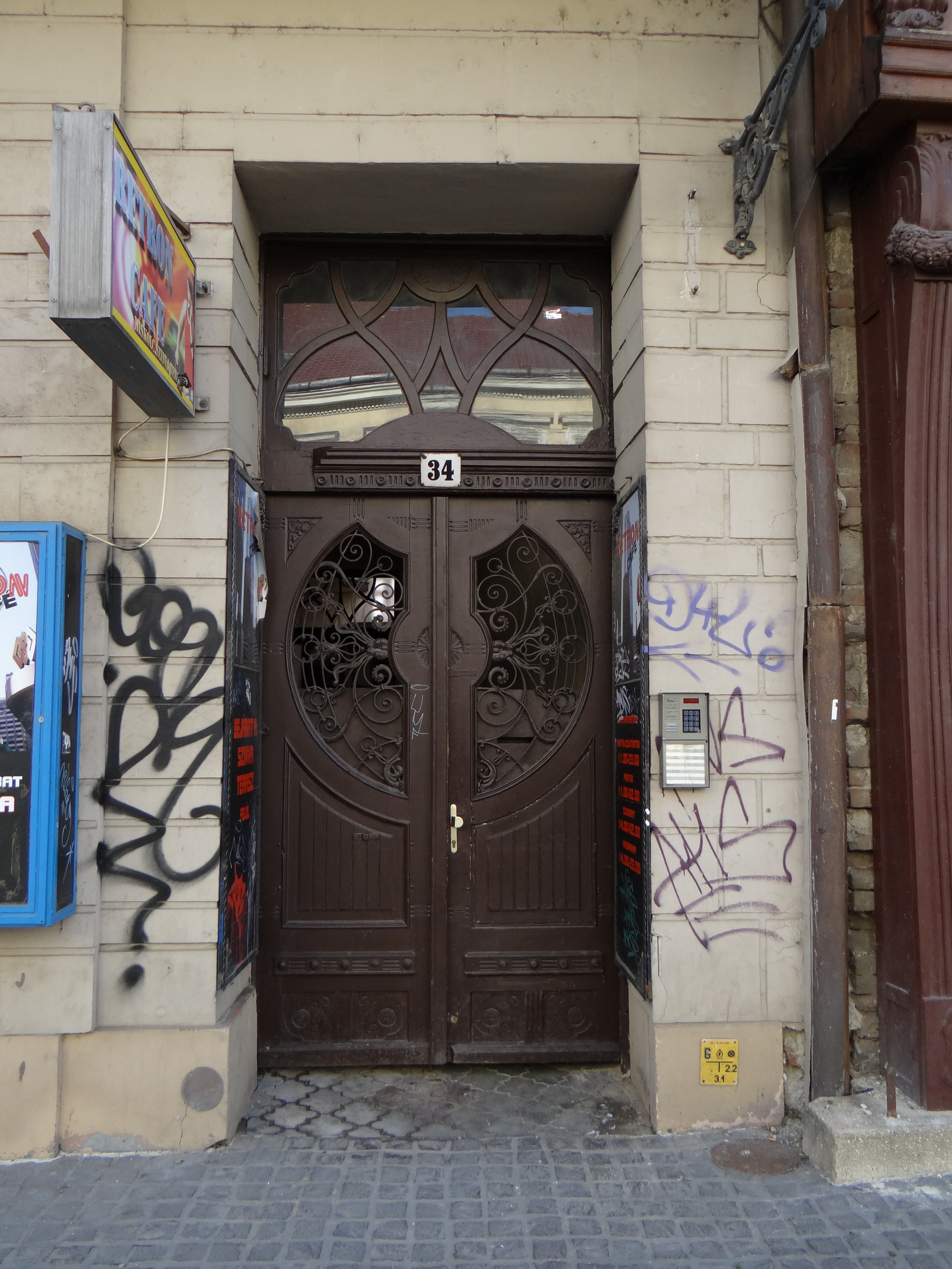
Bejárat
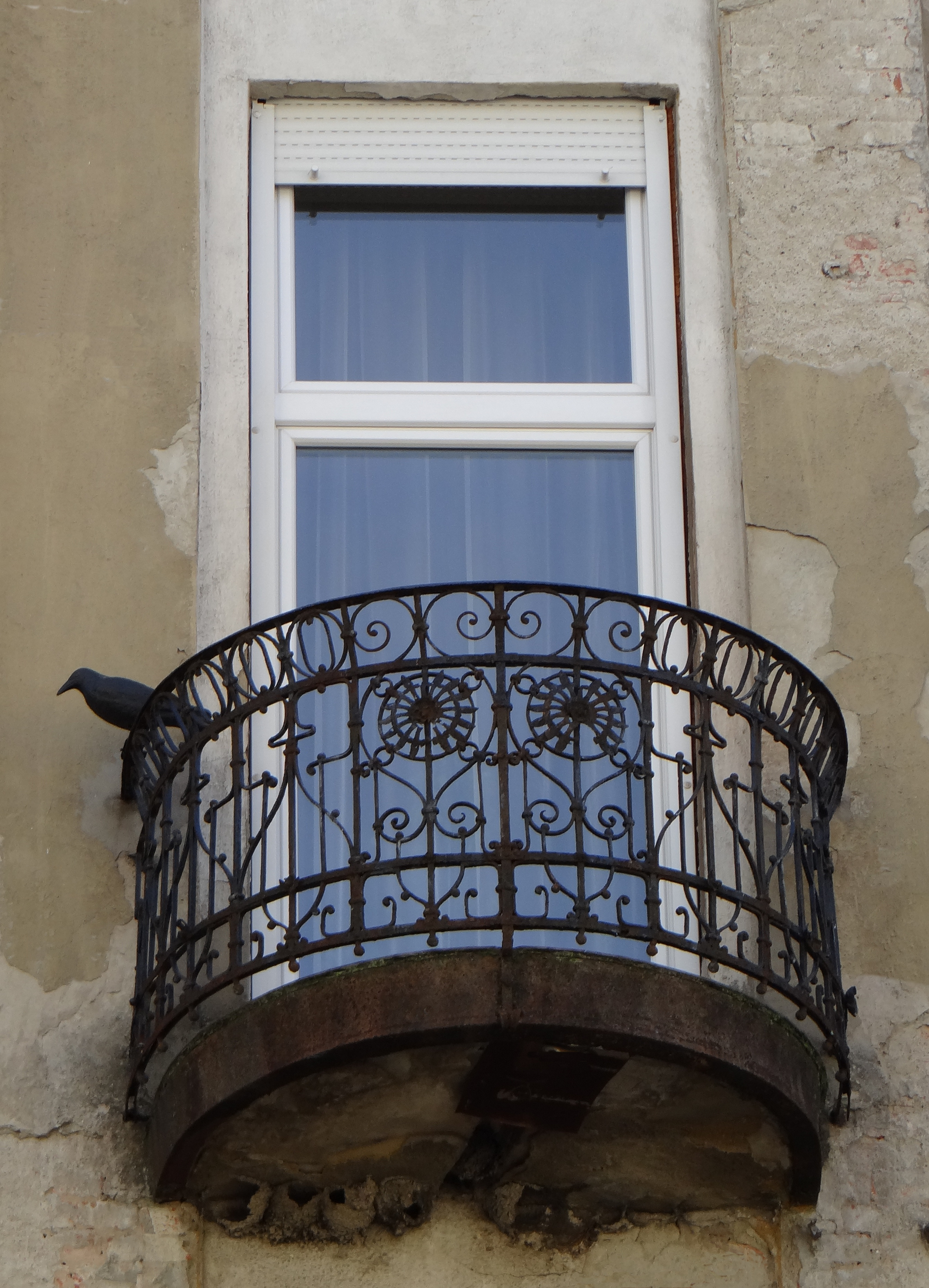
Az épület második emeleti erkélye
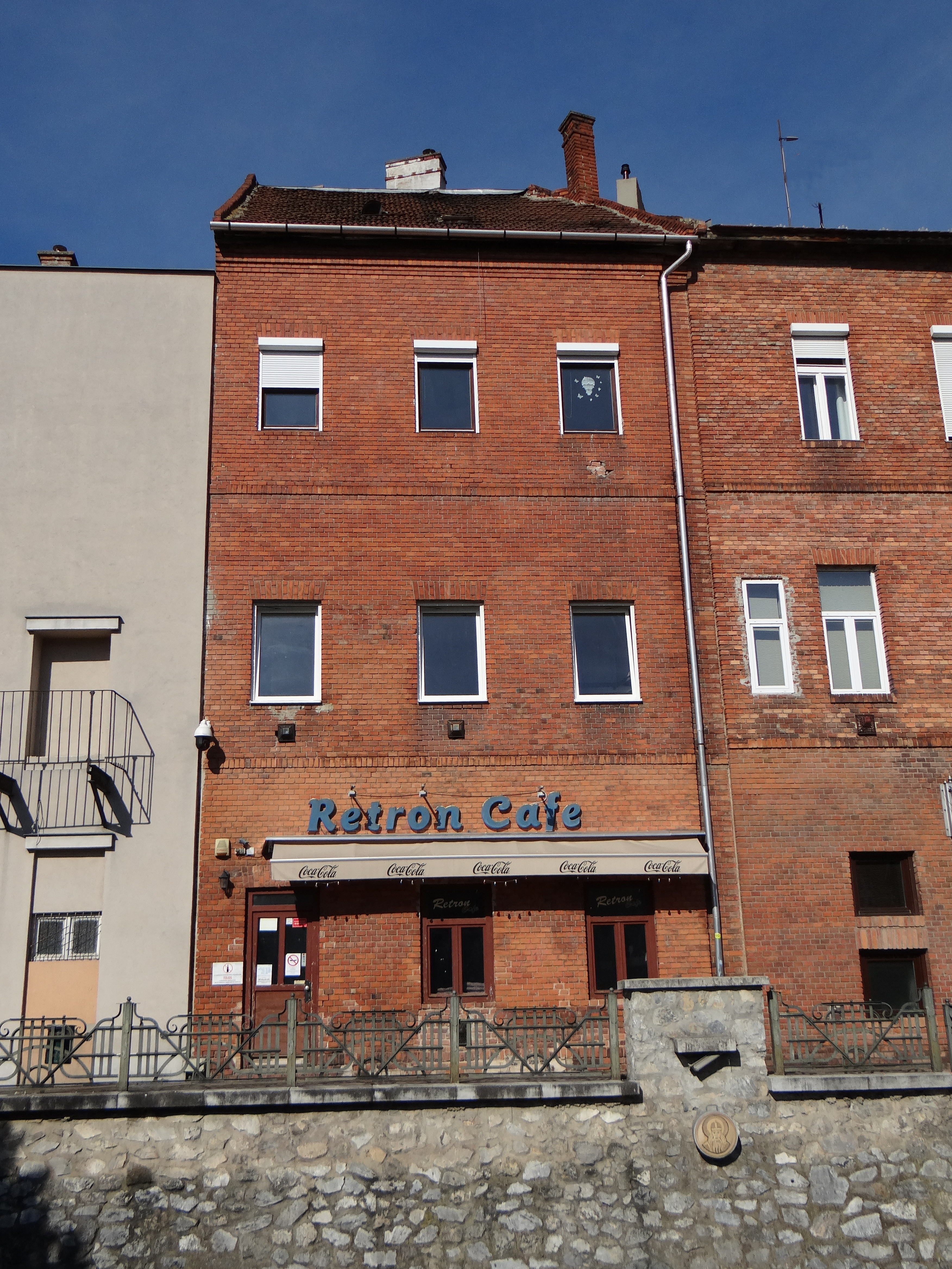
Az üzletház hátsó, déli oldala
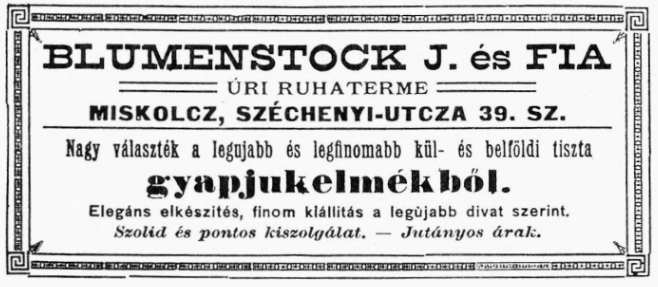
Blumenstock József újságreklámja